# Larangan Kerta
Larangan Kerta is een bestuurslaag in het regentschap Sumenep van de provincie Oost-Java, Indonesië. Larangan Kerta telt 1586 inwoners (volkstelling 2010).